# Pittsburg (Califòrnia)
Pittsburg és una població dels Estats Units a l'estat de Califòrnia. Segons el cens del 2000 tenia 56.769 habitants.

## Demografia
Segons el cens del 2000, Pittsburg tenia 56.769 habitants, 17.741 habitatges, i 13.483 famílies. La densitat de població era de 1.405 habitants/km².
Dels 17.741 habitatges en un 42,2% hi vivien nens de menys de 18 anys, en un 52,5% hi vivien parelles casades, en un 17,2% dones solteres, i en un 24% no eren unitats familiars. En el 18% dels habitatges hi vivien persones soles el 5,8% de les quals corresponia a persones de 65 anys o més que vivien soles. El nombre mitjà de persones vivint en cada habitatge era de 3,17 i el nombre mitjà de persones que vivien en cada família era de 3,59.
Per edats la població es repartia de la següent manera: un 30,8% tenia menys de 18 anys, un 10,4% entre 18 i 24, un 31,2% entre 25 i 44, un 19,4% de 45 a 60 i un 8,2% 65 anys o més.
L'edat mediana era de 31 anys. Per cada 100 dones de 18 o més anys hi havia 94,1 homes.
La renda mediana per habitatge era de 50.557 $ i la renda mediana per família de 54.472 $. Els homes tenien una renda mediana de 39.111 $ mentre que les dones 31.396 $. La renda per capita de la població era de 18.241 $. Entorn del 8,7% de les famílies i l'11,5% de la població estaven per davall del llindar de pobresa.

## Poblacions més properes
El següent diagrama mostra les poblacions més properes.